# Albert Bourlon
Albert Bourlon (Sancergues, 23 novembre 1916 – Bourges, 16 ottobre 2013) è stato un ciclista su strada francese, professionista dal 1937 al 1951.

## Carriera
In carriera vinse la 14ª tappa del Tour de France 1947 da Carcassone a Luchon, disputata l'11 luglio del 1947. In quella occasione fu autore di una fuga dal km 0 al km 253, in cui era posto l'arrivo di tappa.